# Bathybates
Bathybates là một chi cá săn mồi trong họ cichlidae. Đây là chi đặc hữu của Hồ Tanganyika ở Đông Phi và có 7 loài.

## Các loài
- Bathybates fasciatus Boulenger, 1901
- Bathybates ferox Boulenger, 1898
- Bathybates graueri Steindachner, 1911
- Bathybates hornii Steindachner, 1911
- Bathybates leo Poll, 1956
- Bathybates minor Boulenger, 1906
- Bathybates vittatus Boulenger, 1914